# Gilles Boëtsch
Pour les articles homonymes, voir Boetsch.
Gilles Boëtsch est anthropologue, directeur de recherche émérite au CNRS et ancien président du conseil scientifique au Centre national de la recherche scientifique (CNRS). Il a également publié, comme coauteur ou codirecteur, des ouvrages « grand public ».

## Thèmes de Recherche
Ses recherches s’orientent notamment dans les domaines de l’anthropologie, biologique, corporelle, démographique, coloniale, et dans le champ des représentations sociales. Il travaille actuellement sur les relations entre environnement - santé et sociétés en Afrique de l'Ouest, ainsi que sur le projet pan-africain de Grande Muraille verte en tant que scientifique (Observatoire Homme-Milieu Téssékéré (CNRS/UCAD) , ainsi que sur le thème de l'écologie de la santé.

## Fonctions
- Ancien Directeur de l'UMI 3189 Environnement, Santé, Sociétés (UCAD / CNRS / CNRST / Université de Bamako)  de mars 2009 à Septembre 2016.
- Ancien Directeur de l'Observatoire Homme-Milieu international Téssékéré (CNRS - UCAD) de juin 2009 à septembre 2022.
- Ancien Directeur de l’UMR 6578 Adaptabilité Humaine - Biologie et Culture (CNRS / Université de la Méditerranée)[5]
- Ancien Directeur du GDR2322 (Anthropologie des représentations du corps)
- Ancien Président du conseil scientifique du CNRS
- Président de l'Institut Balanitès (médiation scientifique et coopération scientifique Nord-Sud)

## Publications

### Ouvrages
Principaux livres, comme auteur, coauteur, ou codirecteur.
- L'Autre et Nous. « Scènes et Types », codir. avec Nicolas Bancel, Pascal Blanchard, Stéphane Blanchoin, Hubert Gerbeau, Syros, Paris, 1995  (ISBN 2841462846) 280 p.
- L'Anthropologie démographique[2], avec Daniel Bley, coll. Que sais-je ?, no 3441, PUF, 1er mars 1999  (ISBN 978-2130496441) 128 p.
- Le corps dans tous ses états. Regards anthropologiques, codir. avec Dominique Chevé, Cnrs éditions, décembre 2000  (ISBN 9782271057976) 208 p.
- Les Zoos Humains. Au temps des exhibitions humaines[6], avec : Nicolas Bancel, Pascal Blanchard, Eric Deroo, coll. poche, La découverte, Paris, 2004  (ISBN 978-2707144010)
- Marseille Porte du Sud : 1905-2005, avec Pascal Blanchard, La Découverte, 14 octobre 2005  (ISBN 978-2707145758). 239 p.
- Corps normalisé, corps stigmatisé, corps racialisé, codir. avec Christian Hervé et Jacques Rozenberg, préface François Dagognet, De Boeck, 7 septembre 2007  (ISBN 2804155501)
- L’alimentation en montagne / sous la direction de Gilles Boëtsch et Annie Hubert, Gap, Editions des Hautes Alpes, 2007[7]
- Corps et couleurs, avec : Pascal Blanchard, Dominique Chevé, Nicolas Bancel et Bernard Andrieu, coll. BX livres, Cnrs éditions, 23 octobre 2008  (ISBN 9782271066206) 227 p.
- Dictionnaire du corps. Andrieu B., Boetsch G. (Eds) Paris ; CNRS Éditions, (Coll. « Corps ») 2008].
- Coloris Corpus. Albert J.P., Andrieu B., Blanchard P., Boetsch G., Cheve D. (Eds) Paris ; CNRS Éditions (Coll. « Corps »). 2008.
- La peau – Enjeu de société. Andrieu B., Boetsch G., Le Breton D., Pomarede N., Vigarello G. (Eds) Paris ; CNRS Éditions (Coll. « Corps »). 2008.
- Human Zoos : Science and Spectacle in the Age of Colonial Empires. Blanchard P., Bancel N., Boëtsch G., Deroo E., Lemaire S., Forsdick C. (Eds) Liverpool ; University Press, 2008.
- Du Big foot au Yéti, anthropologie de l’imaginaire. Boetsch G., Gagnepain J. (Eds) Quinson ; Musée de préhistoire des gorges du Verdon. 2008.
- Dictionnaire du corps. Andrieu B., Boetsch G. (Eds)  Paris ; CNRS Éditions, (Coll.« Corps ») 2008.
- La peau. Enjeu de société, codir. avec : Bernard Andrieu, David Le Breton, Nadine Pomarède, et Georges Vigarello, Cnrs éditions, 29 septembre 2009  (ISBN 978-2271067562)
- Le sacrifice du soldat : corps martyrisé, corps mythifié, avec Eric Deroo et Christian Benoit, Cnrs éditions, septembre 2009  (ISBN 2271068797) (prix la Plume et l'Épée[8] 2010)
- La belle apparence. Boëtsch G., Le Breton D., Pomarede N., Vigarello G., Andrieu B. (Eds) Paris ; CNRS Éditions (Coll. « Corps »). 2010.
- Décors des corps. Boetsch G., Cheve D., Claudot-Hawad H. (Eds) Paris ; CNRS Éditions (Coll. « Corps »). 2010.
- Morceaux exquis – Le corps dans les cultures populaires. Boetsch G., Tamarozzi F. (Eds) Paris ; CNRS Éditions. 2011.
- Exhibition – L’invention du sauvage.  Blanchard P., Boëtsch G., Snoep N. J. (Eds)  Arles, Actes Sud ; Paris, Musée du Quai Branly. 2011.
- MenschenZoos - Schaufenster der Unmenschlichkeit avec Pascal Blanchard, Nicolas Bancel, Eric Deroo et Sandrine Lemaire (Eds) Les Éditions du Crieur Public, Hambourg, 2012.
- Plantes du Sahel. Boëtsch G.,  Guerci A., Gueye L., Guissé A. (Eds) Paris ; CNRS Éditions. 2012.
- Corps no 11/2013 Quelle conscience de son corps ? Sous la direction de Gilles Boëtsch, Dominique Chevé et Bernard Andrieu, 25/04/2013,
- Corps du monde – Atlas des pratiques corporelles. Sous la direction de Bernard Andrieu & Gilles Boëtsch Paris ; A. Colin. 2013. (ISBN 978-2-271-07687-8)
- Corps en formes. sous la direction de Le Breton D., Pomarède  N., Vigarello G., Andrieu B., Boëtsch G. Paris ; CNRS Éditions. 2013.
- La Grande Muraille verte. Gilles Boëtsch (Ed;) Phot. A. Späni. Toulouse ; Privat. 2013.
- Santé et sociétés en Afrique de l'ouest. Sous la direction de Gilles Boëtsch, Enguerran Macia, Yannick Jaffré, Lamine Gueye. Paris ; CNRS Editions. 2015.
- Ecologie de la santé sous la direction de S. Blanc, G. Boëtsch, M. Hossaert-McKey, F. Renaud. Paris, Ed. du cherche-Midi. 2017.
- Corps n°16/2018 Des corps en Afrique de l’Ouest : Corps vécus, parlés, construits en Afrique Sub-saharienne (Gilles Boëtsch & Lamine Ndiaye, Eds)
- Sexe, race et colonies. La domination des corps du XVe siècle à nos jours. Sous la direction de Pascal Blanchard, Nicolas Bancel, Gilles Boëtsch, Christelle Tharaud, Dominic Thomas. Paris, La découverte. 2018.
- La Grande Muraille Verte - Une réponse africaine au changement climatique. Sous la direction de Gilles Boëtsch, Priscilla Duboz, Aliou Guissé, Papa Sarr. Paris ; CNRS Editions.2019.
- Sexualité, identité & corps colonisés. Sous la direction de Gilles Boëtsch, Nicolas Bancel, Pascal Blanchard, Sylvie Chalaye, Fanny Roblès, T.Denean Sharpley-Whiting, Jean-François Staszak, Christelle Taraud, Dominic Thomas et Naïma Yahi. Paris, CNRS Editions, 2019.
- Le racisme en images. Déconstruire ensemble. avec Pascal Blanchard, Paris, La Martinière, 2021.
- Psychologie sociale du masque. Gilles Boëtsch, Catherine Leport et Didier Lepelletier. Paris, Ed. Atlantique, 2022.
- Histoire de l’olympisme 1896 – 1924. Bancel N., Blanchard P., Boëtsch G., Bolz D., Gastaut Y., Lemaire S., Mourlane S. (Dirs) Poitiers/Paris , Atlantique & Atlande Eds. 2023.
- Les mots de demain. Un dictionnaire des combats d’aujourd’hui. Andrieu B., Boëtsch G. (Dirs), Neuilly, Atlande, 2024.
- Un projet sorti de terre. La Grande Muraille verte Sahel XXIe siècle. Duboz P., Ndiaye P.I., Boëtsch G., Guissé A. (Dirs), Neuilly, Atlande, 2024.

### Articles
- « Changer de peau pour enchanter son corps », Corps, 2022, 20 : 33-42.
- "Ecologie corporelle et identité masculine chez les pasteurs peuls du Ferlo (Nord du Sénégal)", Corps, revue interdisciplinaire, 2018, 16 : 315-328.
- Avec: Cohen E., Palstra F.P., Pasquet P. "Social valorisation of stoutness as a determinant of obesity in the context of nutritional transition in Cameroon: The Bamiléké case. Social Science & Medicine, 2013, 96 : 24-32.
- Avec Guisse A., Ducourneau A., Goffner D., Gueye L. L’Observatoire hommes–milieux international Tessékéré (OHMi) : un outil de recherche pour étudier la complexité des écosystèmes arides du Sahel. Comptes-rendus biologies. 2013 May-Jun. 336(5-6):273-7.
- Avec Duboz P., Chapuis-Lucciani N., Gueye L. Prevalence of diabetes and associated risk factors in a Senegalese urban (Dakar) population. Diabetes and metabolism, 2012, 38(4):332-6.
- Avec Brus A., Ancel B. Stature, economy and migration during the 19th century: Comparative analysis of Haute-Vienne and Hautes-Alpes, France. Economic and Human Biology, 2008, 6 : 170-180.
- Avec Lahman A., Baali A., Hilali M.-K., Cherkaoui M., Chapuis-Lucciani N.  Obesity, overheight and body perception in a high Atlas Moroccan population. Obesity review, 2008, 9 (2) : 93-99.
- Avec Duboz P., Seguy I., Bellis G., Chiaroni J., L’Établissement Français du Sang Alpes-Méditerranée, une structure de santé doublée d’un observatoire de la diversité populationnelle marseillaise. Cahiers Québécois de Démographie, 2008, 36(1) : 85-110.